# East Sussex and Kent South (circonscription du Parlement européen)
Avant l’adoption uniforme de la représentation proportionnelle en 1999, le Royaume-Uni utilisait le système uninominal à un tour pour les élections européennes en Angleterre, en Écosse et au pays de Galles. Les conscriptions du Parlement européen utilisées dans ce système étaient plus petites que les circonscriptions régionales les plus récentes et ne comptaient chacune qu'un seul membre au Parlement européen.
La circonscription de East Sussex and Kent South était l'une d'entre elles.

## Limites
Il se composait des circonscriptions parlementaires (sur leurs limites de 1983) de Bexhill and Battle, Eastbourne, Hastings and Rye, Lewes, Sevenoaks, Tunbridge Wells et Wealden.
L'ensemble de la région est devenu une partie de la circonscription de l'Angleterre du Sud-Est en 1999.

## Membre du Parlement européen
| Élection | Élection | Membre                                                                   | Parti                                                                    |                                                                          |
| -------- | -------- | ------------------------------------------------------------------------ | ------------------------------------------------------------------------ | ------------------------------------------------------------------------ |
|          | 1994     | Sir Jack Stewart-Clark, Bt                                               | Conservateur                                                             |                                                                          |
| 1999     | 1999     | circonscription abolie, partie de Angleterre du Sud-Est à partir de 1999 | circonscription abolie, partie de Angleterre du Sud-Est à partir de 1999 | circonscription abolie, partie de Angleterre du Sud-Est à partir de 1999 |

## Résultats des élections
Les candidats élus sont indiqués en gras.
| Parti         | Parti                                  | Candidat                   | Voix    | %    | ± |
| ------------- | -------------------------------------- | -------------------------- | ------- | ---- | - |
|               | Conservateur                           | Sir Jack Stewart-Clark, Bt | 83,141  | 38,6 | ' |
|               | Libéral Démocrate                      | David Bellotti             | 76,929  | 35,7 |   |
|               | Travailliste                           | Nick Palmer                | 35,273  | 16,4 |   |
|               | UKIP                                   | A.J. Burgess               | 9,058   | 4,2  |   |
|               | Green                                  | Miss R. Addison            | 7,439   | 3,5  |   |
|               | Libéral                                | Mrs. M-T. Williamson       | 2,558   | 1,2  |   |
|               | Natural Law                            | N.P. Cragg                 | 765     | 0,4  |   |
| Majorité      | Majorité                               | Majorité                   | 6,212   | 2,9  |   |
| Participation | Participation                          | Participation              | 215,163 |      |   |
|               | Conservateur vainqueur (nouveau siège) |                            |         |      |   |